# Xe đạp tại Đại hội Thể thao Đông Nam Á 2015
Xe đạp tại Đại hội Thể thao Đông Nam Á năm 2015 diễn ra từ ngày 11 đến ngày 14 tháng 6 tại tuyến đường Marina Barrage, Singapore. Tổng cộng có ba nội dung thi đấu:  tính giờ cá nhân (time trial), đua tốc độ vòng ngắn (criterium) và đua đường trường (road race) cho cả nam lẫn nữ với tổng cộng 6 nội dung tranh huy chương.

## Quốc gia tham dự
Có tổng cộng 66 vận động viên đến từ 10 quốc gia tham gia tranh tài môn xe đạp tại SEA Games 2015:
- Campuchia (7)
- Indonesia (8)
- Lào (4)
- Malaysia (8)
- Myanmar (3)
- Philippines (8)
- Singapore (8)
- Thái Lan (8)
- Đông Timor (4)
- Việt Nam (8)

## Lịch trình thi đấu
Dưới đây là lịch trình thi đấu của môn xe đạp
| F | Chung kết |

| Nội dung↓/Ngày→          | 11/6 | 12/6 | 13/6 | 14/6 |
| ------------------------ | ---- | ---- | ---- | ---- |
| Tính giờ cá nhân nam     | F    |      |      |      |
| Đua tốc độ vòng ngắn nam |      | F    |      |      |
| Đường trường cá nhân nam |      |      |      | F    |
| Tính giờ cá nhân nữ      | F    |      |      |      |
| Đua tốc độ vòng ngắn nữ  |      | F    |      |      |
| Đường trường cá nhân nữ  |      |      | F    |      |

## Tóm tắt kết quả

### Nam
| Nội dung             | Vàng                        | Bạc                                    | Đồng                     |
| -------------------- | --------------------------- | -------------------------------------- | ------------------------ |
| Tính giờ cá nhân     | Robin Manullang · Indonesia | Turakit Boonratanathanakorn · Thái Lan | Trịnh Đức Tâm · Việt Nam |
| Đua tốc độ vòng ngắn | Harrif Saleh · Malaysia     | Lê Văn Duẩn · Việt Nam                 | Vincent Ang · Singapore  |
| Đường trường cá nhân | Harrif Saleh · Malaysia     | Lê Văn Duẩn · Việt Nam                 | Anuar Manan · Malaysia   |

### Nữ
| Nội dung             | Vàng                          | Bạc                          | Đồng                           |
| -------------------- | ----------------------------- | ---------------------------- | ------------------------------ |
| Tính giờ cá nhân     | Marella Salamat · Philippines | Chanpeng Nontasin · Thái Lan | Dinah Chan · Singapore         |
| Đua tốc độ vòng ngắn | Jutatip Maneephan · Thái Lan  | Nguyễn Thị Thật · Việt Nam   | Jupha Somnet · Malaysia        |
| Đường trường cá nhân | Nguyễn Thị Thật · Việt Nam    | Jutatip Maneephan · Thái Lan | Nurul Suhada Zainal · Malaysia |

## Tóm tắt kết quả
| Hạng               | Đoàn               | Vàng | Bạc | Đồng | Tổng số |
| ------------------ | ------------------ | ---- | --- | ---- | ------- |
| 1                  | Malaysia (MAS)     | 2    | 0   | 3    | 5       |
| 2                  | Việt Nam (VIE)     | 1    | 3   | 1    | 5       |
| 3                  | Thái Lan (THA)     | 1    | 3   | 0    | 4       |
| 4                  | Indonesia (INA)    | 1    | 0   | 0    | 1       |
| 4                  | Philippines (PHI)  | 1    | 0   | 0    | 1       |
| 6                  | Singapore (SIN)    | 0    | 0   | 2    | 2       |
| Tổng số (6 đơn vị) | Tổng số (6 đơn vị) | 6    | 6   | 6    | 18      |